# Павло Мрозовицький
Павло Мрозовицький гербу Прус ІІІ (пол. Paweł Mrozowicki; бл. 1589 — 1640) — теребовлянський підстароста і гродський писар, остшешовський писар, електор. Батько корсунського полковника Станіслава Мрозовицького.

## Біографія
Народився близько 1589 року в родині Яна та Зофії Рашовської гербу Гржимала, дочки Войцеха та Катажини Отуської гербу Самсон. Брат Єжи був королівським секретарем та галицьким земським писарем.
Навчався на відділі вільних мистецтв Краківської академії. Студентського альбом подає наступну характеристику «... Павел Мрозовицький, син Яна, який походить з краківської єпархії, записався до студентського запису Краківської академії на початку зимового семестру 1607/1608, заплативши внесок 0,04 зл. тобто лише частина вхідної плати». 
У 1608 р. він, імовірно, був видатним студентом, бо йому доручили сприяти написанню вірша, присвяченого декану Войцеху Віргінію зі Стрия, каноніку св. Анни, яка увійшла до видання під назвою «D. O. M. A. In Honorem Nobilium & Ingenuorum X Adolescentvm: Dum in Alma Academia Cracouiensi, VII. Calend: Aprilis Per V. D. M. Albertvm Mileivm [...] Artium & Philosophiæ Baccalaurei renunciarentur Epigrammata A Studiosis eiusdem Academiæ cantata», яка була типовим зразком раннього бароко.
Обравши державну службу, спочатку отримав посаду остшешовського писаря. В 1623 р. був призначений на посаду трембовського писаря, через номінацію Юрієм Балабаном. В 1635 р. зайняв посаду теребовлянського підстарости. Був близьким сподвижником надвірного та великого маршалка коронного Лукаша Опалінського. Представляв у Трибуналі Зофію Замєховську, вдову Яна Ґольського, каштеляна кам'єнського та Станіслава Ланцкоронського, воєводи подільського, дружини Януша Скуміна Тишкевича, воєводи тракайського, яка в своїй останній волі від 5 вересня 1634 р. взяла його до уваги, написавши, що «...тепер він керує моїми справами в трибуналі».
Окрім судової діяльності, він також брав участь і в громадському житті галицької землі. В 1632 році підписав елекцію короля Владислава IV від Руським воєводством. Водноча його брати Габріель та Єжи також підписали цю елекцію, але від Краківського воєводства. Потім був послом на сейм 1635 р., де був відзначеним королем Владиславом IV разом з Марціном Калиновським, воєводою і старостою чернихівським, Миколаєм Потоцьким, писарем польним коронним, Лукашем Маковським, подільським підстольним, Валентом Єзьорковським, мечником подільським, Теофілом Шемберком, королівським секретарем та Янушем Кінаржовським підстаростою кам’янецьким, інспектором «муніції» до села Голоскова, і був зобов’язаний звітувати на наступному сейму. На тому ж сеймі сеймовою постановою його було призначено комісаром кордонів з Валахією. Як експерт у судових справах він виступав у королівських трибуналах, але водночас бувало також там виступав і відповідачем.
Помер в 1640 р.

## Родина
Був двічі одружений. В першому шлюбі з Анною Корицінською гербу Топор, яка померла до 1610 р. В другому з N Подлодовською гербу Яніна, яка померла після 1640 року. В першому шлюбі був народжений син Станіслав, а другому Марцін.